# Dacca
Dacca (in bengali ঢাকা, Dhâkâ) è la capitale e la città più popolosa del Bangladesh, nonché capoluogo del distretto omonimo. Con 14,4 milioni di abitanti è la decima città per popolazione del mondo. L'agglomerato urbano conta 15 milioni di abitanti.
Sorge sul fiume Buriganga, un affluente del fiume Dhaleshwari, nel cuore della regione con la più grande coltivazione di iuta al mondo. È il centro industriale, commerciale e amministrativo della nazione e un importante snodo del commercio di riso, semi oleiferi, zucchero e tè. Dacca è celebre per il suo artigianato, che include prodotti tessili e lavorati di iuta.

## Storia

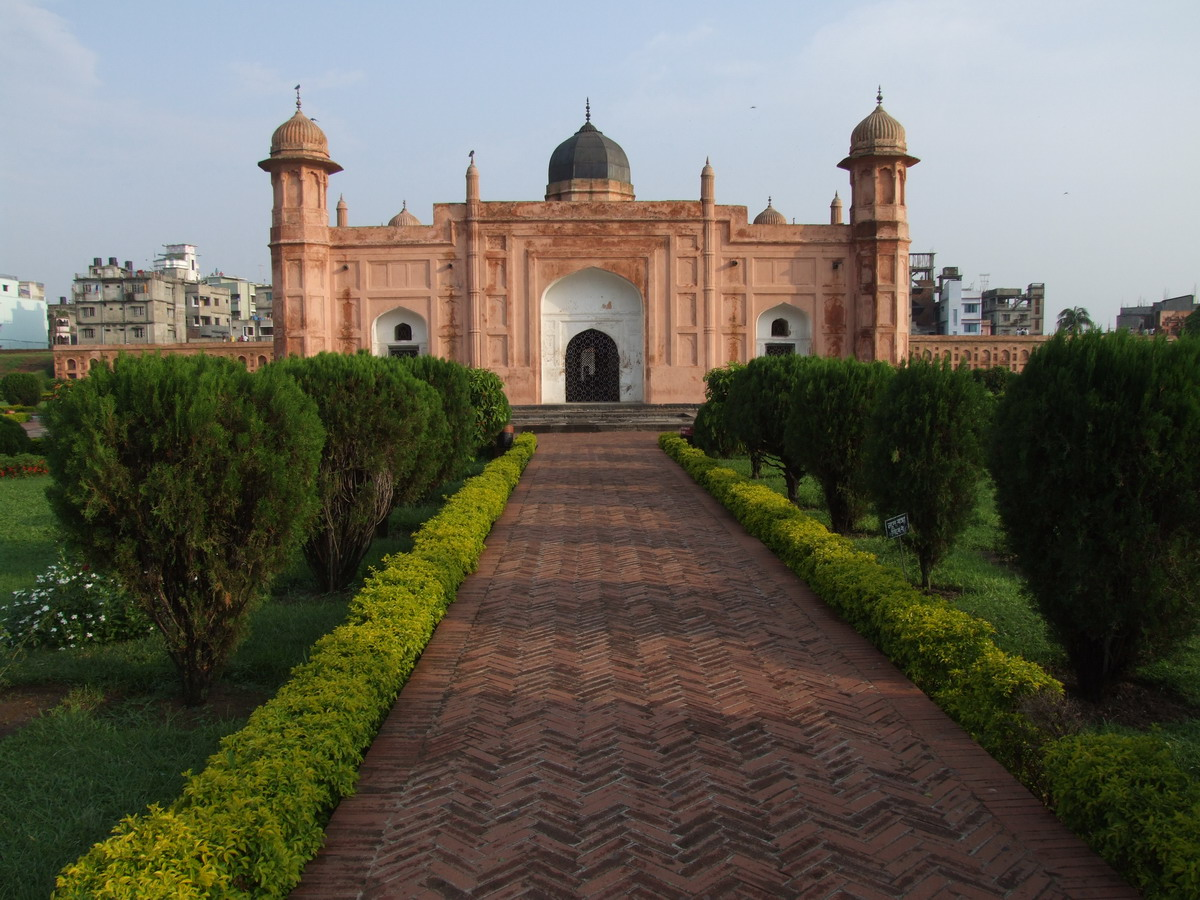
Il forte Lalbagh, nel centro di Dacca

La storia di Dacca risale all'anno 1000, ma la città raggiunse la gloria come capitale del Bengala sotto la dinastia Moghul. A quell'epoca era anche conosciuta come Jahangir Nagar in onore dell'imperatore Mughal Jahangir. La città passò sotto il controllo del Regno di Gran Bretagna nel 1765, diventando poi capitale del Pakistan orientale nel 1947.
Il 21 febbraio 1952 studenti e attivisti politici furono uccisi quando la polizia pakistana aprì il fuoco sui protestanti che chiedevano per la propria lingua nativa, il bengalese, gli stessi diritti dell'urdu. Per commemorare i martiri, venne costruito lo Shaheed Minar. Il monumento venne demolito durante la guerra del 1971, e ricostruito dopo l'indipendenza del Bangladesh. Oggi lo Shaheed Minar è il centro delle attività culturali cittadine.
Nel 1971 la città divenne capitale del nuovo Stato indipendente del Bangladesh, diventando nota come Dhâkâ. La Dacca moderna è cresciuta velocemente e in maniera disordinata, anche al di fuori della città vecchia, per colpa dell'improvviso forte aumento della popolazione dovuto a grandi flussi dalle aree rurali. La città vecchia con il suo importante porto e i diversi siti storici si può ancora visitare all'estremità meridionale della moderna e disordinata città.

## Presente
La città è divisa in dieci collegi elettorali parlamentari. Il partito che vince le elezioni parlamentari solitamente tende a vincere anche la maggior parte dei seggi all'interno della capitale.
Gulshan, Dhanmondi e Banani sono i maggiori quartieri residenziali. Motijheel è il più importante quartiere finanziario, e ospita il quartier generale della maggior parte delle banche e delle aziende del paese, così come quello della Bangladesh Bank, anche se molti uffici sono stati recentemente spostati a Gulshan. Ramna ospita invece il Segretariato, dove si trovano la maggior parte dei ministeri del governo, le residenze dei maggiori funzionari di governo, ed è anche sede della Corte suprema.

## Governo

### Capitale
Come capitale della Repubblica popolare del Bangladesh, Dhaka è sede di numerose istituzioni statali e diplomatiche. Il Bangabhaban è la residenza del Presidente del Bangladesh che è il capo di stato cerimoniale. La casa del parlamento nazionale si trova nel complesso capitalistico modernista progettato da Louis Kahn a Sher-e-Bangla Nagar. Il Gonobhaban, la residenza ufficiale del Primo Ministro, è situato sul lato nord del Parlamento. L'ufficio del Primo Ministro si trova a Tejgaon. La maggior parte dei ministeri del governo del Bangladesh è ospitata nel segretariato del Bangladesh.
La Corte suprema l'Alta corte di Dhaka e il ministero degli esteri si trovano nell'area di Ramna. Il Ministero della Difesa e il Ministero della pianificazione si trovano a Sher-e-Bangla Nagar. La Divisione delle forze armate del governo del Bangladesh e il quartier generale delle forze armate del Bangladesh si trovano nell'Accantonamento di Dhaka. Diverse installazioni importanti dell'esercito del Bangladesh si trovano anche nei cantoni di Dhaka e Mirpur. La principale base amministrativa e logistica della marina bengalese,  BNS Haji Mohshin,  si trova a Dhaka. l'aviazione militare bengalese mantiene la base aerea a Bangabandhu e la base aerea a Khademul Bashar a Dhaka.
Dhaka ospita 54 ambasciate e alte commissioni e numerose organizzazioni internazionali. La maggior parte delle missioni diplomatiche si trova nelle zone di Gulshan e Baridhara. L'area di Agargaon, vicino al Parlamento, ospita gli uffici nazionali delle Nazioni Unite, la Banca mondiale, la Banca asiatica di sviluppo e la Banca per lo sviluppo islamico.

## Amministrazione civica

### Storia
Il comune di Dacca è stato fondato il 1º agosto 1864 ed è stato promosso ad area metropolitana nel 1978. Nel 1983, la Dhaka City Corporation (DCC) è stata creata come entità autonoma per governare Dacca.
Con un nuovo atto nel 1993, le elezioni si sono svolte nel 1994 per eleggere il primo sindaco di Dacca. Il DCC gestì gli affari della città fino a novembre 2011.

### Governo municipale attuale
Nel 2011, la Dhaka City Corporation è stata divisa in due società distinte: Dhaka North City Corporation e Dhaka South City Corporation per garantire migliori strutture civiche. Queste due corporazioni sono guidate da due sindaci, che vengono eletti per voto diretto dal cittadino per un periodo di 5 anni. Le corporazioni cittadine sono divise in diversi reparti, ciascuno con un commissario eletto. In totale la città ha 130 reparti e 725 mohallas.

## Geografia fisica

### Clima
Secondo la classificazione climatica di Köppen, il clima di Dacca è di tipo tropicale della savana. La città presenta una stagione monsonica ben definita, con una temperatura media annua di 26 °C. Le temperature mensili variano tra i 19 °C a gennaio e i 29 °C a maggio.
Circa l'87% delle precipitazioni medie annue, pari a 2123 mm, si registra tra maggio e ottobre.
| Dacca (1991-2020)            | Mesi  | Mesi  | Mesi  | Mesi  | Mesi  | Mesi  | Mesi  | Mesi  | Mesi  | Mesi  | Mesi  | Mesi  | Stagioni | Stagioni | Stagioni | Stagioni | Anno    |
| Dacca (1991-2020)            | Gen   | Feb   | Mar   | Apr   | Mag   | Giu   | Lug   | Ago   | Set   | Ott   | Nov   | Dic   | Inv      | Pri      | Est      | Aut      | Anno    |
| ---------------------------- | ----- | ----- | ----- | ----- | ----- | ----- | ----- | ----- | ----- | ----- | ----- | ----- | -------- | -------- | -------- | -------- | ------- |
| T. max. media (°C)           | 25,4  | 28,1  | 32,5  | 33,7  | 32,9  | 32,1  | 31,4  | 31,6  | 31,6  | 31,6  | 29,6  | 26,4  | 26,6     | 33,0     | 31,7     | 30,9     | 30,6    |
| T. min. media (°C)           | 12,7  | 15,5  | 20,4  | 23,6  | 24,5  | 26,1  | 26,2  | 26,3  | 25,9  | 23,8  | 19,2  | 14,1  | 14,1     | 22,8     | 26,2     | 23,0     | 21,5    |
| T. max. assoluta (°C)        | 31,1  | 34,4  | 40,6  | 42,2  | 41,1  | 36,7  | 35,0  | 36,1  | 37,0  | 37,4  | 34,4  | 30,6  | 34,4     | 42,2     | 36,7     | 37,4     | 42,2    |
| T. min. assoluta (°C)        | 6,1   | 6,7   | 10,6  | 16,7  | 14,4  | 19,4  | 21,1  | 21,7  | 21,1  | 17,2  | 11,1  | 7,2   | 6,1      | 10,6     | 19,4     | 11,1     | 6,1     |
| Precipitazioni (mm)          | 7,7   | 28,9  | 65,8  | 156,3 | 339,4 | 340,4 | 373,1 | 316,5 | 300,4 | 172,3 | 34,4  | 12,8  | 49,4     | 561,5    | 1 030,0  | 507,1    | 2 148,0 |
| Giorni di pioggia            | 2     | 3     | 5     | 10    | 15    | 14    | 17    | 16    | 13    | 7     | 2     | 1     | 6        | 30       | 47       | 22       | 105     |
| Umidità relativa media (%)   | 71    | 64    | 62    | 71    | 76    | 82    | 83    | 82    | 83    | 78    | 73    | 73    | 69,3     | 69,7     | 82,3     | 78       | 74,8    |
| Ore di soleggiamento mensili | 220,3 | 225,3 | 256,3 | 237,8 | 220,9 | 142,2 | 131,5 | 140,6 | 152,7 | 228,6 | 236,3 | 242,6 | 688,2    | 715,0    | 414,3    | 617,6    | 2 435,1 |

## Economia
La città è sede dell'autorità monetaria del paese, la Banca del Bangladesh e del più grande mercato azionario, la Borsa di Dacca. Tra le principali aree commerciali della città, vi sono Farmgate, il mercato nuovo, Gulshan e Motijheel, mentre Tejgaon e Hazaribagh sono le principali aree industriali. La città ha una classe media in crescita che guida il mercato dei beni di consumo e di lusso moderni. Ristoranti, centri commerciali e alberghi di lusso continuano a servire come elementi vitali nell'economia della città. La città ha storicamente attratto numerosi lavoratori migranti. Venditori ambulanti, piccoli negozi, trasporto pubblico con risciò e bancarelle occupano un ampio segmento della popolazione - i guidatori di risciò da soli ne contano fino a 400.000. La metà della forza lavoro è impiegata nel lavoro domestico e non organizzato, mentre circa 800.000 lavorano nell'industria tessile. Il tasso di disoccupazione a Dacca era del 23% nel 2013.
Dhaka ha subito comunque un notevole aumento della congestione a causa di un'infrastruttura inadeguata; il governo nazionale ha recentemente implementato una politica per una rapida urbanizzazione delle aree circostanti e oltre, introducendo uno sgravio decennale sull'imposta sul reddito per la nuova costruzione di strutture ed edifici fuori da Dacca.
Anche i grandi conglomerati locali come il gruppo Navana e Rahimafrooz hanno i loro uffici aziendali situati a Dacca. Anche gli uffici della Grameen Bank e del BRAC hanno sede a Dacca. Gli sviluppi urbani hanno innescato un diffuso boom edilizio; nuovi grattacieli hanno cambiato il panorama della città. La crescita è stata particolarmente forte nei settori finanziario, bancario, manifatturiero, delle telecomunicazioni e dei servizi, mentre turismo, alberghi e ristoranti continuano a essere elementi importanti dell'economia di Dacca.

## Infrastrutture e trasporti
Nei pressi della città è presente l'Aeroporto Internazionale Zia. In città ha sede la Bangladesh Railway.

## Istruzione
- Notre Dame College
- Pogose High School

## Amministrazione

### Gemellaggi
- Karachi

## Attentati terroristici
Il 17 agosto 2005 la città è stata colpita da una serie di esplosioni simultanee (parte di approssimativamente 500 esplosioni in tutta la nazione), probabilmente per opera di terroristi. Un gruppo estremista islamico, Jamaat-ul-Mujahideen, ha rivendicato la responsabilità.
Il 1º luglio 2016 un commando di terroristi islamisti ha assaltato un ristorante situato nel quartiere diplomatico prendendo ostaggi alcuni presenti e uccidendone ventidue oltre a due poliziotti. L'attacco si è concluso la mattina seguente con il blitz delle teste di cuoio. La responsabilità dell'attacco è stata rivendicata dal gruppo jihadista internazionale noto come Stato Islamico, ma il governo del Bangladesh ha accusato nuovamente il gruppo jihadista locale Jamaat-ul-Mujahideen.